# خورخي بيرونا
خورخي بيرونا (بالإسبانية: Jorge Perona)‏ هو لاعب كرة قدم إسباني في مركز الهجوم، ولد في 1 أبريل 1982 في Enguera ‏ في إسبانيا. شارك مع منتخب إسبانيا تحت 16 سنة لكرة القدم ومنتخب إسبانيا تحت 17 سنة لكرة القدم ومنتخب إسبانيا تحت 18 سنة لكرة القدم. أما مع النوادي، فقد لعب مع ريال أوفييدو وسانجونيرا أتلتيكو ونادي ألكويانو ونادي إلدنس ونادي إيركوليس ونادي برشلونة أتلتيك ونادي برشلونة ج ونادي تينيريفي ونادي قرطاجنة.

## وصلات خارجية
- خورخي بيرونا على موقع الاتحاد الدولي (مؤرشف)  (الإنجليزية)
- خورخي بيرونا على موقع قاعدة بيانات كرة القدم.إي يو (الإنجليزية)
- خورخي بيرونا على موقع Soccerway.com (الإنجليزية)
- خورخي بيرونا على موقع AS.com (الإسبانية)